# 桃園市立壽山高級中等學校
桃園市立壽山高級中等學校（英語：Taoyuan Municipal Shou Shan Senior High School，縮寫SSSH），簡稱壽山高中、壽高，位於桃園市龜山區，由桃園縣立壽山國民中學改制。成立背景與大溪高中、大園國際高中等校同為2009年初桃園縣為了解決就學需求而設立的縣立社區型高中，該校為提供龜山區、桃園區、八德區國中畢業生就近入學的一所社區高中。

## 校園歷史
- 1960年：成立桃園縣立文昌初級中學龜山分部。
- 1964年：奉准獨立，定名為桃園縣立壽山初級中學。
- 1968年：實施九年義務教育，改制為桃園縣立壽山國民中學。
- 1973年：附設補習學校設立。
- 2004年：學區內成立龜山國中，班級數開始減班。
- 2005年：學區內成立幸福國中，班級數開始減班。
- 2008年：因應改制高級中學，成立桃園縣立壽山高級中學籌備處，國中部及附設補習學校停止招生，原國中部學區新生轉至龜山國中、幸福國中就讀。
- 2009年：學制改制為高級中學，定名桃園縣立壽山高級中學，正式招收第一屆高一普通班及體育班學生。
- 2011年：於第三屆時增設國際貿易科與廣告設計科，並各招收兩班，男女生不限。體育班增加1班招收棒球專長學生。
- 2012年：並於第四屆時設立應用外語科，招收兩班，男女生不限。
- 2014年：12月25日，因應桃園縣升格改制為直轄市，更名為桃園市立壽山高級中學。
- 2018年：1月1日，配合桃園市國立高中改隸市立，更名為桃園市立壽山高級中等學校。

## 歷任校長

### 初中、國中時期
| 任期 | 姓名       | 任職日期  | 離職日期  | 備註                                                       |
| ---- | ---------- | --------- | --------- | ---------------------------------------------------------- |
| 1    | 傅元湘先生 | 1960年8月 | 1966年7月 | 原台灣省教育廳督學轉任，調任桃園縣立大竹初級中學。         |
| 2    | 楊光聲先生 | 1966年7月 | 1974年3月 | 原桃園縣立大竹初級中學校長轉任，任滿退休。                 |
| 3    | 黃廷訓先生 | 1974年3月 | 1975年7月 | 原桃園縣立文昌國民中學校長轉任，調任桃園縣立八德國民中學。 |
| 4    | 黃良樹先生 | 1975年8月 | 1986年7月 | 原桃園縣立大崗國民中學校長轉任，調任桃園縣立文昌國民中學。 |
| 5    | 吳榮樹先生 | 1986年8月 | 1995年7月 | 原桃園縣立文昌國民中學校長轉任，調任桃園縣立青溪國民中學。 |
| 6    | 蔡林龍先生 | 1995年8月 | 1999年7月 | 原桃園縣立建國國民中學校長轉任，調任桃園縣立仁和國民中學。 |
| 7    | 許黎琴女士 | 1999年8月 | 2003年7月 | 原桃園縣立大竹國民中學校長轉任，調任桃園縣立光明國民中學。 |
| 8    | 曾玉麟先生 | 2003年8月 | 2007年7月 | 原桃園縣立永豐高級中學校長轉任，調任桃園縣立青溪國民中學。 |
| 9    | 傅瑜雯女士 | 2007年8月 | 2008年7月 | 原桃園縣立草漯國民中學校長轉任，調任桃園縣立幸福國民中學。 |
| 10   | 陳勝利先生 | 2008年8月 | 2009年7月 | 桃園縣立壽山高級中學籌備處主任兼任。                       |

### 高中時期
| 任期       | 姓名       | 任職日期  | 離職日期  | 備註                                                             |
| ---------- | ---------- | --------- | --------- | ---------------------------------------------------------------- |
| 籌備處主任 | 陳勝利先生 | 2008年8月 | 2009年7月 | 原國立桃園高級農工職業學校教務主任升任                           |
| 1          | 陳勝利先生 | 2009年8月 | 2016年7月 | 原籌備處主任升任，調任國立臺北科技大學附屬桃園農工高級中等學校。 |
| 2          | 徐宗盛先生 | 2016年8月 | 2022年7月 | 原國立內壢高級中學教務主任升任，調任桃園市立桃園高級中等學校。   |
| 3          | 黃華彩女士 | 2022年8月 | 現任      | 原國立臺北科技大學附屬桃園農工高級中等學校教務主任升任。         |

## 校園建築
- 行政大樓
- 第一教學大樓
- 第二教學大樓
- 第三教學大樓
- 綜合教學大樓
- 教學資源大樓
- 活動中心
- 體育綜合訓練中心(含龜山區大同里集會所)

## 姐妹校
亞洲
- 日本
  - 富山縣立高岡商業高等學校 （页面存档备份，存于）。
- - 大邱聖光高等學校 （页面存档备份，存于）。

## 班級編排

### 高中部
- 普通班：各年級1～10班。高一無分類組，高二、三有分類組，依序為第一類組（文史、商管群，依學生人數調整班級數）、第二類組（理工群，依學生人數調整班級數）、第三類組（生醫群，依學生人數調整班級數）
- 體育班：各年級第17、18班。該年級的第17班為棒球、柔道專長班，第18班為舉重、拔河、桌球、女子籃球專長班。
- 日文實驗班：第5班
- 語文專長班：第1班
- 數理專長班：第10班

### 高職部
- 國際貿易科：各年級第11、12班。
- 廣告設計科：各年級第13、14班。
- 應用英語科：各年級第15、16班。

## 校友
- 曾忠義（文昌初中龜山分校第一屆）：前桃園縣議會議長。
- 卓德樹（壽山初中第二屆）：前桃園縣議會議員。
- 洪奕巔（壽山初中第五屆）：前桃園縣議會議員。
- 陳志謀（壽山國中第三屆）：前桃園市議會議員，曾任龜山鄉鄉長。
- 李雲強（壽山國中第四屆）：前桃園市議會議員。
- 石增剛（壽山國中第六屆）：前桃園市政府警察局副局長。
- 李鎮楠（壽山國中夜補校第六屆）：前立法委員。
- 歐金獅（壽山國中夜補校第十七屆）：前新北市議會議員。
- 方文山（壽山國中第十四屆）：華語流行歌曲作詞人。
- 陳麗如（壽山國中第二十六屆）：射箭選手，於2004年雅典奧運奪得女子射箭團體銅牌。

## 外部連結
- （繁體中文）桃園市立壽山高級中學 （页面存档备份，存于）
- （繁體中文）桃園市立壽山高級中學臉書粉絲專頁(校方與學生共同管理) （页面存档备份，存于）